# Bob Kahn
Robert Elliot Kahn (New York, 1938. december 23. –) a TCP protokoll feltalálója, Vinton G. Cerffel az IP-protokoll elkészítője, azon technológiáké, amelyeket az internetes adatátvitelhez használunk.

## Karrierje
Miután 1960-ban B.E.E.-t szerzett a New York-i Főiskolán, 1962-ben M.A., majd 1964-ben Ph.D. fokozatot ért el a Princetoni Egyetemen.
1972-ben kezdett el dolgozni az ARPA-nál. Ez év októberében, az International Computer Communication Conference-n bemutatta az ARPANET-et, a 40 számítógépből álló hálózatot, amit a nyilvánosság ekkor láthatott először.  Miután a DARPA Information Processing Techniques Office (IPTO) igazgatója lett, elkezdte az Egyesült Államok milliárd dolláros stratégiai számítástechnikai programját, a legnagyobb ilyen jellegű kutatási és fejlesztési programot a szövetségi kormány történetében.
Tizenhárom év után elhagyta a DARPA-t, hogy megalapítsa a Corporation for National Research Initiatives-t (CNRI). 2006-ban a cég elnök-vezérigazgatója és az igazgatótanács elnöke volt. A CNRI egy nonprofit szervezet, ami irányítja és pénzügyileg támogatja a nemzeti információs infrastruktúra fejlesztését.
2008-ban megkapta a Japán Díjat.